# Asplenium × dutartrei
Asplenium × dutartrei là một loài dương xỉ trong họ Aspleniaceae. Loài này được Berthet mô tả khoa học đầu tiên năm 1981.
Danh pháp khoa học của loài này chưa được làm sáng tỏ. 